# Alice Burdeu
Alice Burdeu (Melbourne, 27 gennaio 1988) è una modella australiana.

## Carriera
Vincitrice della terza edizione del reality show Australia's Next Top Model, grazie alla popolarità ottenuta Alice Burdeu ottiene un contratto con l'agenzia di moda Priscilla's Model Management, e la copertina della rivista Vogue del settembre 2007. L'anno seguente la modella ottiene numerosi altri contatti, che le permettono di sfilare per marchi come Céline, D&G, Dries Van Noten, Jil Sander, Lanvin, Louis Vuitton, Marc Jacobs, Moschino Cheap & Chic, Pollini, Christian Lacroix, Lacoste e Sonia Rykiel, fra gli altri.
La Burdeu è inoltre stata la protagonista delle campagne pubblicitarie di D&G, Ford Fiesta Green With Envy, Mondial Jewellers, Napoleon Perdis e Willow, ed è inoltre apparsa sulle copertine di Pages Australia (agosto 2007), Luxury (2008), Luxx Living (aprile 2008) e Verse (gennaio 2008). Nel corso del 2008, sia il sito models.com, che il sito della rivista Vogue  hanno nominato Alice Burdeu come una delle modelle più promettenti degli ultimi anni.

## Agenzie
- Priscillas Model Management
- Elite Model Management - New York
- Traffic Models - Barcellona
- Models 1
- Marilyn Agency
- Why Not Model Agency
- Mannequin Studio
- Silent Models